# 丹尼尔·奥谢
丹尼尔·奥谢（英語：Daniel O'Shea，1991年2月13日—），美国男子花样滑冰运动员，2014年四大洲花样滑冰锦标赛双人滑银牌得主、2018年四大洲花样滑冰锦标赛双人滑金牌得主、2024年四大洲花样滑冰锦标赛双人滑铜牌得主。